# Quelque chose d'autre
Pour plus de détails, voir Fiche technique et Distribution.
Quelque chose d'autre (tchèque : O něčem jiném) est un film tchécoslovaque réalisé par Věra Chytilová, sorti en 1963. C'est le premier long métrage de Věra Chytilová. Le film est présenté à la 3e Semaine de la Critique, durant le Festival de Cannes 1964.

## Fiche technique
- Titre original : O něčem jiném
- Titre français : Quelque chose d'autre[1]
- Réalisation : Věra Chytilová
- Scénario : Věra Chytilová
- Musique : Jiri Slitr
- Photographie : Jan Curik
- Pays d'origine :  Tchécoslovaquie
- Format : Noir et blanc - 35 mm - Mono
- Genre : comédie
- Durée : 90 minutes
- Date de sortie : 
  - Tchécoslovaquie : 1963
  - France : mai 1964 (Cannes) / 25 mai 1966[1] (sortie salle)

## Distribution[2]
- Eva Bosáková : Eva
- Jirí Kodet : Jirka
- Vera Uzelacová : Vera
- Josef Langmiler :
- Lulos Ogoun :